# Tomb Raider: The Ride
Tomb Raider: The Ride war ein Fahrgeschäft im US-amerikanischen Freizeitpark Kings Island in Cincinnati, Mason im US-Bundesstaat Ohio. Die Anlage wurde von der Huss Maschinenfabrik in Bremen entwickelt und wurde als Prototyp an diesem Park zum ersten Mal ausgeliefert. Bis heute ist es die einzige Anlage dieser Art und ein Unikat geblieben.

## Geschichte
Im Jahr 2000 stellte die Huss Maschinenfabrik ihre neue Giant-Rides-Serie vor. Es handelt sich dabei um bekannte Fahrgeschäfte, die aufgrund ihrer Ausmaße ausschließlich nur für den Einsatz in Freizeitparks geeignet waren. Zu dem Zeitpunkt gehörte der Freizeitpark Kings Island zu den fünf Paramount Parks. Das Unternehmen Paramount orderte gleich mehrere neue Fahrgeschäfte von Huss, auch aus der neuen Giant-Rides-Serie. Dazu gehörten ein Top Spin Suspended für Paramount Kings Dominion, ein Jump2 für Paramount Canada’s Wonderland und ein Giant Frisbee und ein Giant Top Spin für Paramount Kings Island.

### Tomb Raider: The Ride (2002–2007)

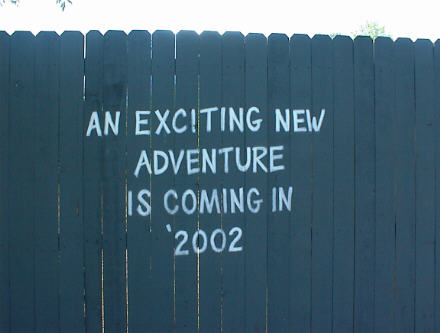
Ankündigung am Zaun

In der Saison 2001 gab die Wildwasserbahn Kenton's Cove Keelboat Canal im Freizeitpark Kings Island ihre letzte Fahrt. Ab dem 24. April 2001 wurde das Gelände rund um die Wildwasserbahn eingezäunt, mit dem Hinweis entlang des Zauns „Ein aufregendes neues Abenteuer kommt 2002“. Am 2. Juli 2001 gab der Park offiziell den Namen der neuen Attraktion für die nächste Saison bekannt: Tomb Raider: The Ride.
Die Attraktion „Tomb Raider: The Ride“ war ein Indoor Darkride Giant Top Spin. Die Attraktion wurde am 5. April 2002 eröffnet. Das Fahrgeschäft basierte auf der Fahrt eines typischen Top Spin Fahrgeschäfts mit dem Unterschied, dass doppelt so viele Personen mitfahren können. Auch die Höhe war doppelt so hoch wie von dem kleineren Top Spin2. Zudem war das gesamte Fahrgeschäft nach dem im Jahr 2001 von Paramount Pictures erschienenen Film Lara Croft: Tomb Raider thematisiert worden. Dazu war die Musik des Soundtracks aus dem Film zu hören, synchron mit zahlreichen Laser- und Wassereffekten, Nebel und Lichteffekten. Die Fahrzeit betrug ungefähr 2:30 Minuten.
Die Kosten für den Bau der neuen Attraktion lagen bei etwa 20 Millionen US-Dollar. Damit ist es eine der teuersten Attraktionen, die der Park je gebaut hat.

### The Crypt (2008–2011)
Im Juni 2006 kaufte die Cedar Fair Entertainment Company alle fünf Paramount Parks von Viacom. Da der neue Parkbetreiber keine Lizenzrechte mehr besaß, wurden am Ende der Saison 2007 alle Hinweise auf den Film sowohl an dem Fahrgeschäft selbst als auch in der Pre-Show im Indoor-Wartebereich entfernt. Am 21. Januar 2008 wurde auf der offiziellen Parkwebsite der Name der Attraktion von „Tomb Raider: The Ride“ zu dem neuen Namen von Cedar Fair „The Crypt“ abgeändert. Zudem wurde die gesamte erste Sitzreihe aus der 77-sitzigen Gondel entfernt, wodurch die Kapazität um ein Drittel reduziert wurde. Auch die Wasser- und Nebeleffekte wurden aus dem Fahrgeschäft entfernt. Anfang 2009 wurde das Fahrgeschäft neu programmiert und die bisherige Fahrt durch ein weniger intensives Fahrprogramm ersetzt. Fortan machte das Fahrgeschäft nur noch halb so viele Überschläge wie ursprünglich. Anstatt der Musik aus dem Soundtrack war seit neustem Technomusik zu hören. Auch wurde die Fahrzeit auf 1:10 Minuten reduziert.
„The Crypt“ gab seine letzte Fahrt am 30. Oktober 2011. Am 20. Januar 2012 wurde die Attraktion ohne eine Erklärung von der Parkwebsite entfernt. Der Park bestätigte rund einen Monat später auf Twitter, dass The Crypt „das Ende seiner Nutzungsdauer erreicht hat“ und dass die Attraktion „durch eine völlig neue Halloween-Spuk-Erfahrung ersetzt werden würde“.

### Halloween-Spuk-Attraktion (2012–)
Wie angekündigt, war das Fahrgeschäft am Anfang der Saison 2012 nicht mehr vorhanden und in der Halle, in der zuvor das Fahrgeschäft untergebracht war, war jetzt ein Halloween-Wachsfigurenkabinett zu finden.